# Carbure de titane
Le carbure de titane est un composé chimique de formule TiC. Il existe naturellement sous la forme d'un minéral très rare, la khamrabaïévite. Il est insoluble dans l'eau, l'acide chlorhydrique et l'acide sulfurique, mais est soluble dans l'acide nitrique. Il est stable dans l'air jusqu'à 800 °C. Bon conducteur de l'électricité, c'est une céramique ultraréfractaire (point de fusion à 3 140 °C) ultradure (9 à 9,5 sur l'échelle de Mohs) semblable au carbure de tungstène WC, avec une structure cristalline cubique à faces centrées présentant toujours un écart à la stœchiométrie, allant de TiC0,98 à TiC0,3, ce qui laisse toujours des sites du carbone vacants dans le réseau cristallin.
Le carbure de titane intervient par exemple dans la fabrication de cermets, souvent utilisés pour l'usinage de pièces en acier à grande vitesse de coupe. Il permet également de protéger des surfaces contre l'abrasion, la corrosion et l'acidité, et peut être employé comme revêtement pour boucliers thermiques de rentrée atmosphérique pour engins spatiaux. Il présente un module de Young d'environ 460 GPa et un module de cisaillement de 188 GPa.
Le carbure de titane peut être formé sur une surface par dépôt physique en phase vapeur (PVD) de méthane CH4 et de titane :
Ti + CH4 ⟶ TiC + 2 H2.
Il peut également être produit par dépôt chimique en phase vapeur (CVD) à partir du tétrachlorure de titane TiCl4 :
TiCl4 + CH4 ⟶ TiC + 4 HCl.
Une autre méthode repose sur la réduction du dioxyde de titane TiO2 par le carbone :
TiO2 + 3 C ⟶ TiC + 2 CO.
Il est possible d'obtenir un précipité de carbure de titane particulièrement pur et stœchiométrique à partir d'un mélange défini de tétrachlorure de titane TiCl4 et de tétrachlorométhane CCl4 sur des bâtonnets en graphite chauffés à plus de 1 250 °C :
TiCl4 + CCl4 + 4 H2 ⟶ TiC↓ + 8 HCl.